# Тетрамелес
Тетрамелес (Tetrameles) — рід квіткових рослин із родини Тетрамелесові з одним видом — Tetrameles nudiflora . Росте як велике листяне дерево і зустрічається по всій південній Азії від Індії через Південно-Східну Азію, Малейзію та до північної Австралії.

## Таксономія
Роберт Браун описав Tetrameles nudeflora в 1844 році з матеріалів, зібраних на Яві. Це єдиний вид у своєму роді Tetrameles і разом з Octomeles sumatrana включає єдині два види з родини Тетремелесові . Раніше вони були класифіковані в Datiscaceae, але генетично виявлено, що вони не утворюють природну кладу з іншими членами цієї родини.

## Опис
Tetrameles nudiflora росте як велике дводомне дерево, здатне рости понад 45 м заввишки з розмахом понад 10 м. Кора сіра і часто блискуча. Дерево часто містить великі дупла в стовбурі або гілках. Це листяні, перебувають без листя з жовтня по грудень в Австралії та, як правило, з січня по квітень у В'єтнамі. Назва роду походить від давньогрецької тетри «чотири» та melos «частина», і відноситься до квітки, що має чотири чашолистки. Видова назва від латинського nudiflora «голі квіти».

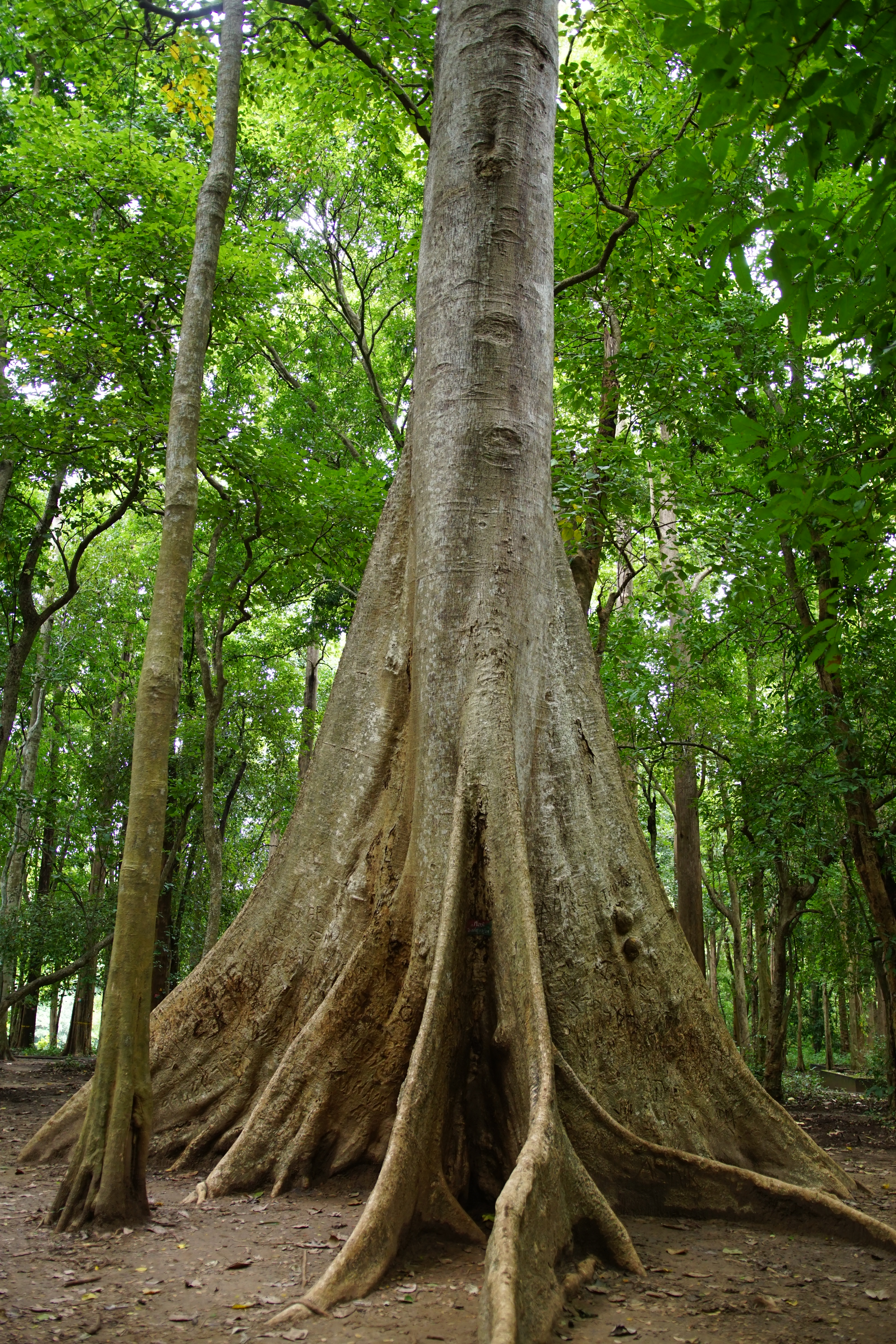
стовбур
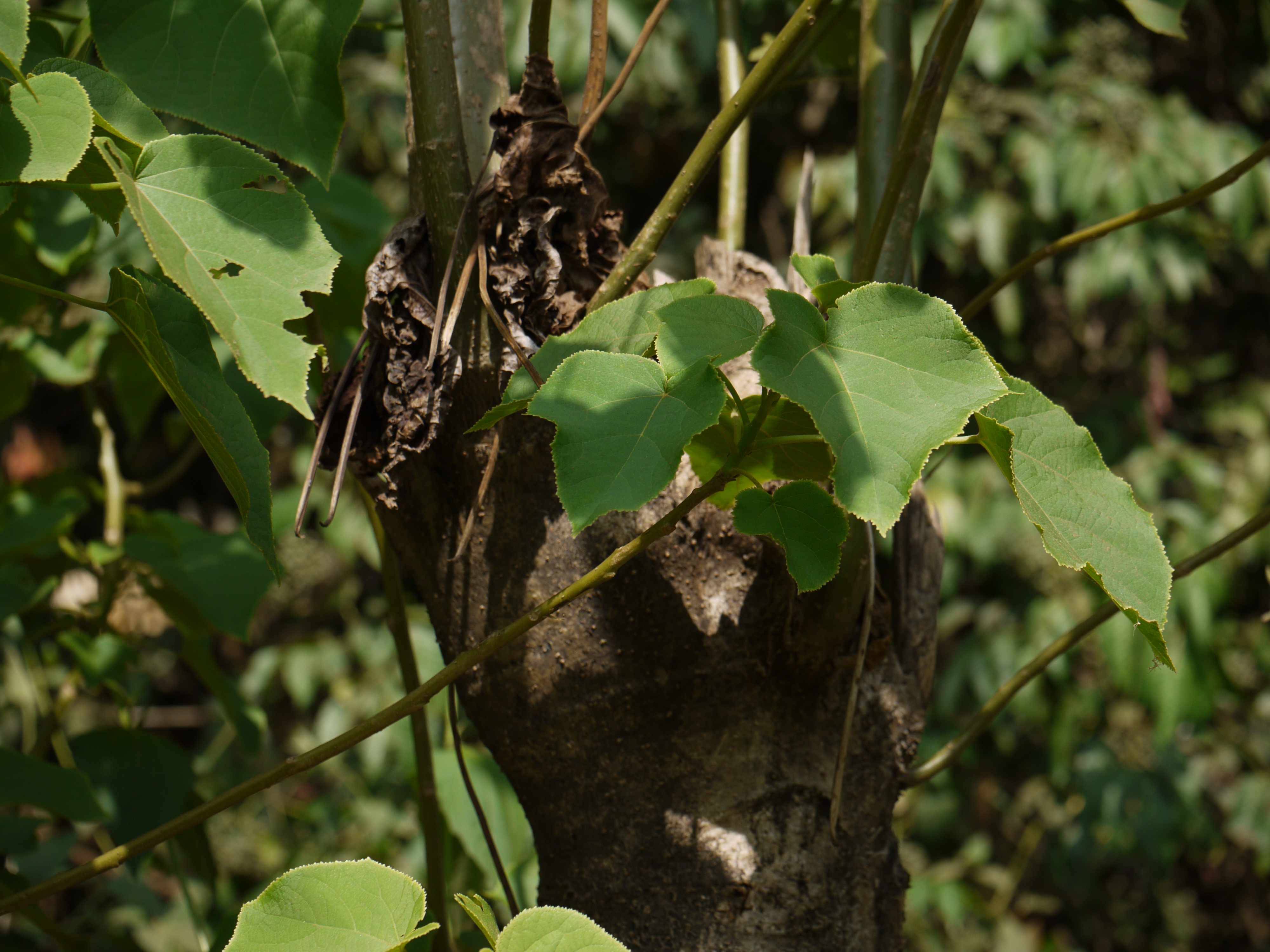
листя T. nudeflora
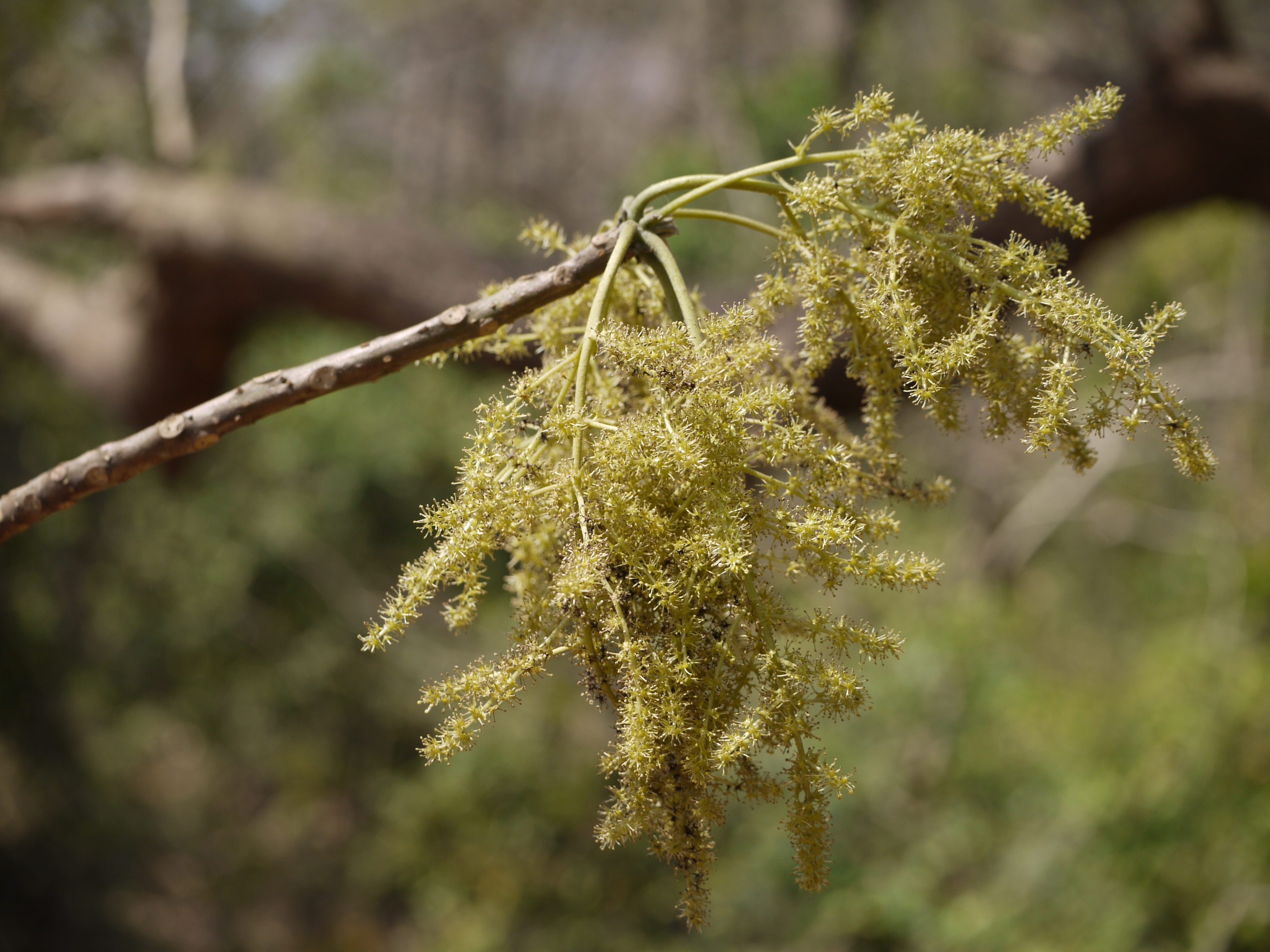
чоловічі квіти
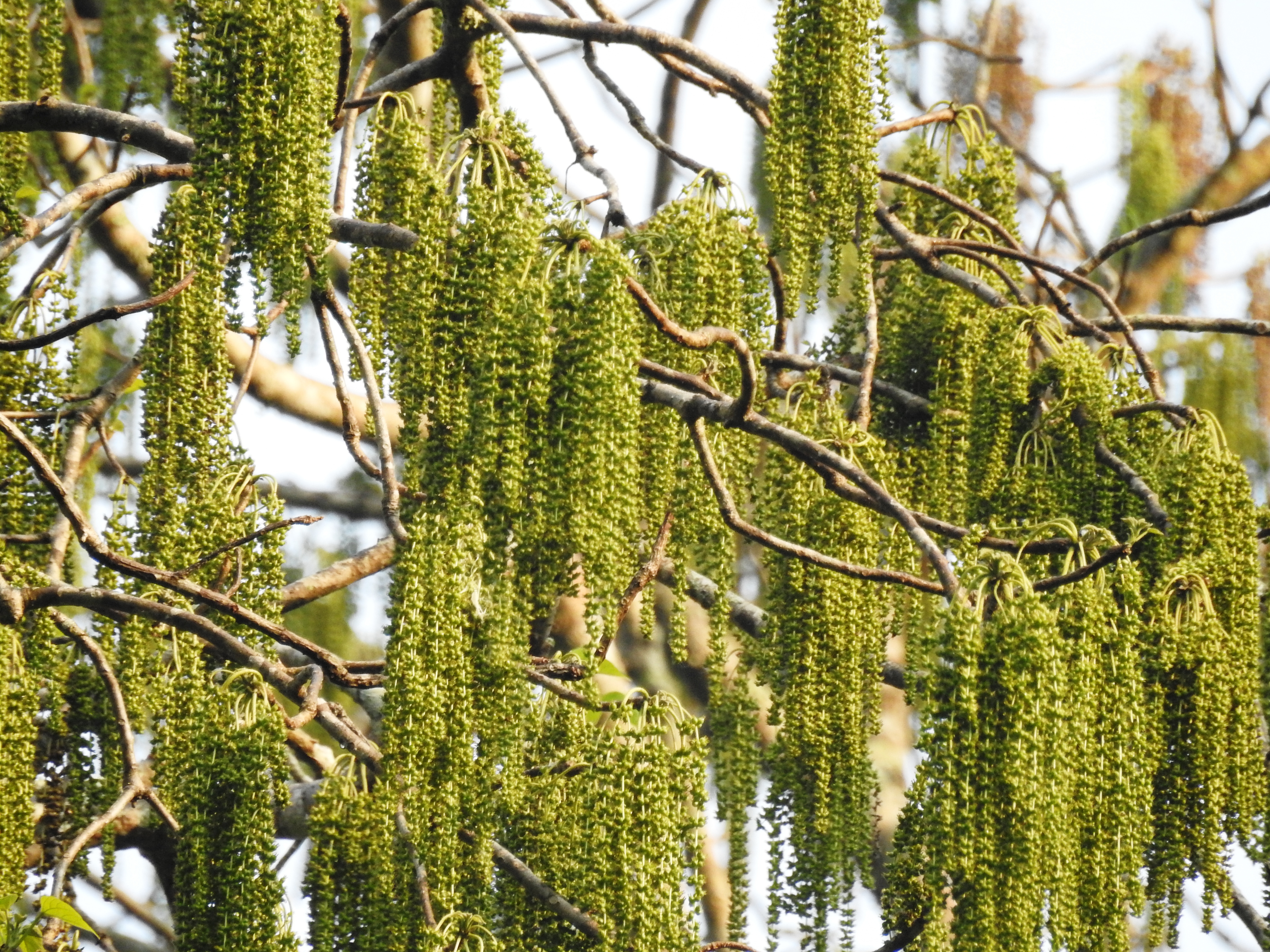
жіночі квіти

## Поширення та середовище існування

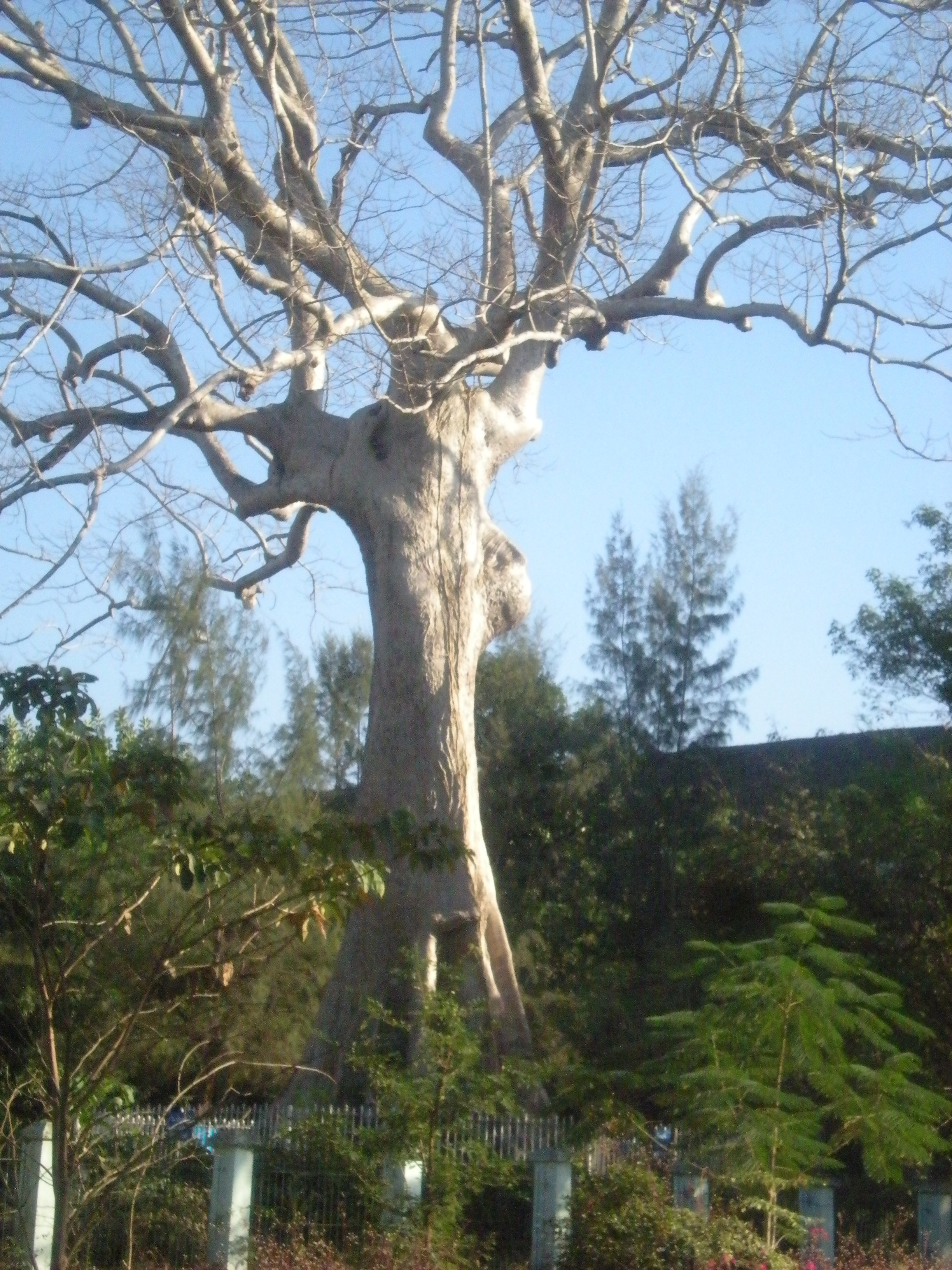
Янгонський університет

Tetrameles nudiflora — субтропічний і тропічний лісовий вид, що є в з Індії та Шрі-Ланці, Бангладеш, Бутані, Бірмі, Китаї, Лаосі, Камбоджі, Таїландуі та В'єтнамі, Малайзії, Індонезії та на півостріві Кейп-Йорк на півночі Квінсленда (Австралія) .
В Індії ці дерева можна знайти в особливо великій кількості в заповіднику птахів Теттекад, штат Керала . У М'янмі, старе дерево, близько 60  м можна знайти в кампусі університету в Янгоні . У В'єтнамі, де цей вид називається тунг або тунг, відвідувачам національного парку Кат Тьєн демонструється цілий ряд чудових екземплярів — один за декілька хвилин ходьби від штаб-квартири парку.

## Використання та вирощування
Багато зразків виросли до величезних висоти та ширини. Його великі розміри означають, що Tetrameles nudiflora підходить для заповідників, парків та інших великих просторів, а не для приватних садів.
Незважаючи на те, що деревина м'яка, вона використовується на Новій Гвінеї для виготовлення каное. T. nudiflora не вимагає глибокого ґрунту і є корисним видом «колонізатором» для відновлення лісу.

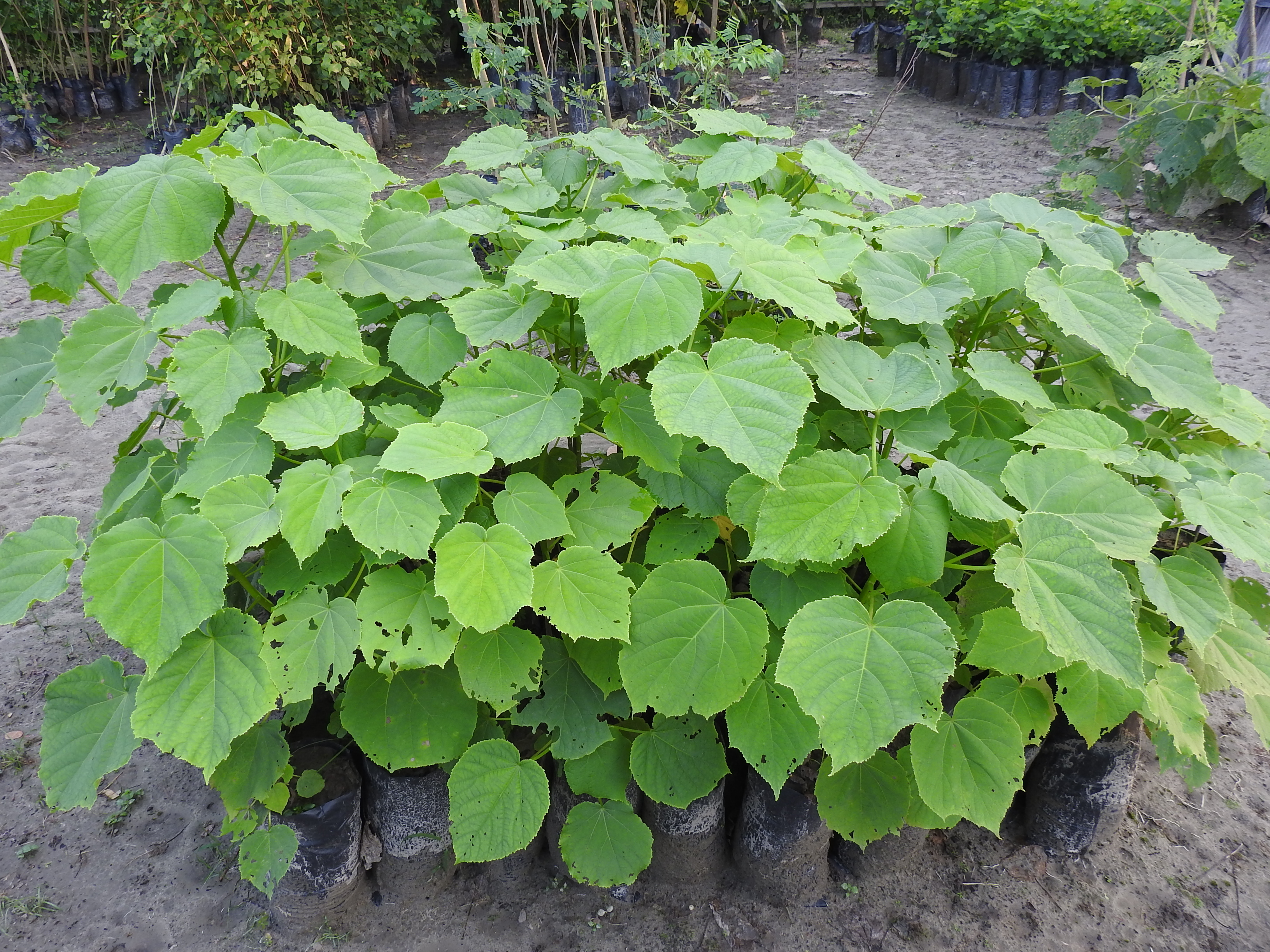
Саджанці, підготовлені до лісовідновлення